# Liste der Gouverneure von Bihar
Die folgende Tabelle listet die Gouverneure von Bihar seit der Unabhängigkeit Indiens mit jeweiliger Amtszeit auf. Ein Gouverneursamt gab es in Bihar bereits unter britischer Kolonialverwaltung in der Provinz Bihar und Orissa. Der Gouverneur von Bihar ist kraft seines Amtes gleichzeitig Kanzler der Universitäten des Bundesstaates.
| #  | Name                                      | Amtsantritt        | Ende der Amtszeit  |
| 1  | Jairamdas Daulatram (1891–1979)           | 15. August 1947    | 11. Januar 1948    |
| 2  | Madhav Shrihari Aney (1880–1968)          | 12. Januar 1948    | 14. Juni 1952      |
| 3  | Ranganath Ramachandra Diwakar (1894–1990) | 15. Juni 1952      | 5. Juli 1957       |
| 4  | Zakir Hussain (1897–1969)                 | 6. Juli 1957       | 11. Mai 1962       |
| 5  | M. Ananthasayanam Ayyangar (1891–1978)    | 12. Mai 1962       | 6. Dezember 1967   |
| 6  | Nityanand Kanungo (1900–1988)             | 7. Dezember 1967   | 20. Januar 1971    |
| 7  | Ujjal Narayan Sinha                       | 21. Januar 1971    | 31. Januar 1971    |
| 8  | Devakanta Barua (1914–1996)               | 1. Februar 1971    | 3. Februar 1973    |
| 9  | Ramchandra Dhondiba Bhandare (1916–1988)  | 4. Februar 1973    | 15. Juni 1976      |
| 10 | Jagannath Kaushal (1915–2001)             | 16. Juni 1976      | 26. Mai 1978       |
| 11 | Krishna Ballabh Narayan Singh             | 27. Mai 1978       | 26. Juni 1978      |
| 12 | Jagannath Kaushal (1915–2001)             | 27. Juni 1978      | 30. Januar 1979    |
| 13 | Krishna Ballabh Narayan Singh             | 31. Januar 1979    | 19. September 1979 |
| 14 | Akhlaqur Rahman Kidwai (1920–2016)        | 20. September 1979 | 14. März 1985      |
| 15 | P. Venkatasubbaiah (1921–1993)            | 15. März 1985      | 25. Februar 1988   |
| 16 | Govind Narayan Singh (1920–2005)          | 26. Februar 1988   | 23. Januar 1989    |
| 17 | Dipak Kumar Sen                           | 24. Januar 1989    | 28. Januar 1989    |
| 18 | Ramchandra Dattatraya Pradhan (1928–2020) | 29. Januar 1989    | 2. März 1989       |
| 19 | Jagannath Pahadia (1932–2021)             | 3. März 1989       | 1. Februar 1990    |
| 20 | Gangadhar Ganesh Sohani                   | 2. Februar 1990    | 15. Februar 1990   |
| 21 | Mohammad Yunus Saleem (1912–2004)         | 16. Februar 1990   | 13. Februar 1991   |
| 22 | B. Satyanarayan Reddy (1927–2012)         | 14. Februar 1991   | 18. März 1991      |
| 23 | Mohammad Shafi Qureshi (1929–2016)        | 19. März 1991      | 13. August 1993    |
| 24 | Akhlaqur Rahman Kidwai (1920–2016)        | 14. August 1993    | 26. April 1998     |
| 25 | Sunder Singh Bhandari (1921–2005)         | 27. April 1998     | 14. März 1999      |
| 26 | Brij Mohan Lal (* 1937)                   | 15. März 1999      | 5. Oktober 1999    |
| 27 | Suraj Bhan (1928–2006)                    | 6. Oktober 1999    | 22. November 1999  |
| 28 | Vinod Chandra Pande (1932–2005)           | 23. November 1999  | 11. Juni 2003      |
| 29 | M. Rama Jois (1931–2021)                  | 12. Juni 2003      | 31. Oktober 2004   |
| 30 | Ved Prakash Marwah (1932–2020)            | 1. November 2004   | 4. November 2004   |
| 31 | Buta Singh (1934–2021)                    | 5. November 2004   | 29. Januar 2006    |
| 32 | Gopalkrishna Gandhi (* 1945)              | 31. Januar 2006    | 21. Juni 2006      |
| 33 | Ramkrishnan Suryabhan Gavai (1929–2015)   | 22. Juni 2006      | 9. Juli 2008       |
| 34 | Raghunandan Lal Bhatia (1921–2021)        | 10. Juli 2008      | 28. Juni 2009      |
| 35 | Devanand Konwar (1934–2020)               | 29. Juni 2009      | 21. März 2013      |
| 36 | Dnyandeo Yashwantrao Patil (* 1935)       | 22. März 2013      | 26. November 2014  |
| 37 | Keshari Nath Tripathi (1934–2023)         | 27. November 2014  | 15. August 2015    |
| 38 | Ram Nath Kovind (* 1945)                  | 16. August 2015    | 20. Juni 2017      |
| 39 | Keshari Nath Tripathi (1934–2023)         | 20. Juni 2017      | 29. September 2017 |
| 40 | Satya Pal Malik (1946–2025)               | 20. Juni 2017      | 23. August 2018    |
| 42 | Lalji Tandon (1935–2020)                  | 23. August 2018    | 27. Juli 2019      |
| 43 | Phagu Chauhan (* 1948)                    | 29. Juli 2019      | im Amt             |